# Shirley Walker
Shirley Walker (Napa, California, 10 de abril de 1945 - Reno, Nevada, 30 de noviembre de 2006) fue una compositora y directora de orquesta estadounidense, ganadora de dos premios Emmy y una de las pocas compositoras de Hollywood.

## Biografía
Shirley Walker nació en Napa, California el 10 de abril de 1945. Fue solista de piano con la orquesta sinfónica de San Francisco durante el instituto, más tarde estudió en la universidad estatal de San Francisco en clases de piano. Estudió composición musical bajo la supervisión de Roger Nixon y estudios de piano con Harald Logan en Berkeley, California, durante años, ella escribió y compuso para películas industriales.
En 1979 comenzó su carrera, cuando fue contratada para tocar los sintetizadores junto a Carmine Coppola para Apocalypse Now. En 1992, Walker se convirtió en la primera mujer compositora en una producción de Hollywood – para la película de John Carpenter, Memorias de un hombre invisible. También trabajo como compositora en numerosas producciones, incluyendo películas como Willard, las tres primeras películas de Destino final, y series televisivas como Falcon Crest, Space: Above and Beyond, China Beach y The Flash.
The Flash fue una de las muchas colaboraciones que hizo junto a Danny Elfman. También dirigió proyectos como Scrooged y Batman.
Perteneció como miembro (1986-1994) y vicepresidenta (1988-1992) al consejo de la Sociedad de compositores y autores (SCL en inglés), a menudo hablaba en nombre de los compositores y sus condiciones laborales. Artículos y entrevistas fueron escritas en la revista de la SCL, The Score , una publicación impresa desde 1986 por y acerca de compositores, autores y escritores.
Su asociación con la editorial DC Comics la han permitido trabajar de compositora para Batman: La serie animada, Batman del futuro y Superman: La serie animada, siendo un estandarte musical en el universo animado de DC. Varios fanes de series y películas se mostraron entusiastas y alabaron su trabajo musical por su clásica confianza en los temas musicales. A pesar del hecho de ser una de las muy pocas compositoras, Shirley Walker no fue reconocida durante el segmento "In Memoriam" de la 79 edición de los Oscar.

## Premios recibidos
En 1996, Walker ganó su primer Daytime Emmy Award como directora musical de Batman: La serie animada. En 2001 ganó otro Daytime Emmy por su composición para Batman del futuro.

## Fallecimiento
Shirley Walker falleció el 30 de noviembre de 2006 en el centro médico Washoe, en Reno (Nevada) debido a complicaciones tras sufrir un accidente cerebrovascular dos semanas antes. Sufrió el infarto ocho meses después de la muerte de su marido, Don.
Hasta el momento de su muerte, Walker tuvo el mayor estudio de grabación que una compositora femenina haya tenido jamás. Hubo un servicio memorial en los estudios de la Warner Bros. y una placa se puso en su honor.
Tuvo dos hijos, Colin e Ian Walker.

## Principales composiciones
- Destino final 4 (2009)[11]
- Black Christmas (2006)
- Destino final 3 (2006)
- Willard (2003)
- Destino final 2 (2003)
- Destino final (2000)
- Las nuevas aventuras de Batman
- Batman: La serie animada
- Batman: la máscara del fantasma

(1993)
- Memorias de un hombre invisible (1992)